# 沈汝梁
沈汝梁（1545年—？），字邦楨，福建漳州府漳浦縣人，軍籍，明朝政治人物、進士出身。

## 生平
隆慶四年（1570年）庚午科福建鄉試第七十六名，萬曆二年（1574年）甲戌科會試第二百三名，登三甲第一百三十四名進士。三年至四年任河南颍上知县，七年至九年任广东长乐知县，九年任海康知县。

## 家族
曾祖父沈道宏，曾任七品散官；祖父沈子相；父沈同尚，曾任恩例典樂。母陳氏；繼母胡氏。具慶下。